# 유럽 고속도로 30호선
| E 30 |

E30의 지도.

유럽 고속도로 30호선(영어: European route E30)는 국제 연합의 국제 E-로드 네트워크의 노선으로 A클래스 동서 방면 주요 도로이다. 아일랜드의 코크를 출발점으로 영국, 네덜란드, 독일, 폴란드, 벨라루스를 거쳐 러시아의 옴스크를 종착점으로 한다. 이후 아시아 고속도로 을 통해 대한민국 부산광역시까지 이어진다.

## 역사
유럽 고속도로 30호선은 유럽고속도로 중에서도 최장경로중 하나이며, 그 거리는 약 5800km(코크부터 모스크바까지 약 3300km, 모스크바부터 옴스크까지 약 2500km)에 육박한다.
그 이름은 국제 연합 유럽 경제위원회(Economic Commission for Europe)로부터 명명되었다.

## 경로

### 아일랜드
- N25: 코크 - 워터퍼드 - 웩스퍼드 - 로슬레어 유로포트

※ 페리: 로슬레어 유로포트에서 피시가드까지 2회, 약 3시간 소요

### 영국
다른 유럽 고속도로와 같이 유럽 고속도로 30호선은 영국에서 표기 하거나 공식적으로 인정하지 않는다.
- A40: 피시가드 - 카마던
- A48: 카마던 - 흘라네흘리
- M4: 흘라네흘리 - 스완지 - 포트톨봇 - 브리젠드- 카디프 - 뉴포트 - 브리스틀 - 스윈든 - 레딩- 슬라우
- M25: 슬라우 - 브렌트우드
- A12: 브렌트우드 - 첼름스퍼드 - 콜체스터 - 입스위치
- A14: 입스위치 - 펠릭스토우

※후크 판 홀란드로 향하는 여객 페리는 실제는 펠릭스토우보다 남쪽의 하리치로부터 출발하여 E32를 통과한다. 하루 4대의 배편이 나오고 있고 소요 시간은 대체로 4시간. 화물 페리는 펠릭스토우에서도 출발한다.

### 네덜란드
- N211: 후크 판 홀란드 - 헤이그
- A12: 헤이그 - 하우다- 위트레흐트
- A28: 위트레흐트- 아메르스포르트
- A1: 아메르스포르트- 아펠도른 - 데벤테르- 헹엘로
- A1/A35: 헹엘로
- A1: 헹엘로 - 올덴잘- 드루테

### 독일
- A30: 오스나브뤼크 - 바트 왼하우젠
- B61: 바트 왼하우젠
- A2: 바트 왼하우젠 - 하노버 - 브라운슈바이크 - 마그데부르크 - 포츠담
- A10: 포츠담 - 베를린
- A12: 베를린 - 프랑크푸르트안데어오데르

### 폴란드
폴란드에서 E30은 국도2호선과 고속도로 A2를 이용한다.
- Świecko
- Świebodzin
- 포즈난
- Konin
- Stryków (Łódź)
- 워비츠
- 바르샤바
- 시에들체
- Biała Podlaska
- 테레스폴

### 벨라루스
- M1 : 브레스트 - 민스크

### 러시아
- M1: 스몰렌스크 - 모스크바
- M5: 모스크바- 랴잔- 펜자 - 사마라 - 우파 - 첼랴빈스크
- M51: 첼랴빈스크- 쿠르간 - 옴스크